# NK Čepin
NK Čepin je nogometni klub iz Čepina.
U sezoni 2020./21. se natječe u 3. HNL – Istok.

## Povijest
NK Čepin osnovan je 1928. kao Slavonac, a osnovali su ga trgovci i pisari iz Čepina. U ožujku te godine bilo je osnivanje Slavonca, a inicijatori su bili: Đuro Petrović, Joško Cezor, Stjepan Ferić, Rudolf Bek, Stjepan Getoš, Geza Šimić i dr. Tadašnje boje kluba su bile zelena i bijela. Prva službena utakmica je odigrana 1. travnja 1928. protiv ŠK Croatia iz Osijeka. Utakmica se odigrala na mjestu današnje vodovodne postaje, koje je starim Čepinčanima poznato kao Vašarište. Rezultat utakmice je bio 5:1.
U ljeto 1931. održan je prvi godišnji skup na kojoj je izabran upravni odbor kluba. Prvi predsjednik kluba je bio Rudolf Bek, tajnik Stjepan Ferić i blagajnik Đuro Petrović. Iste godine klub je dobio novo igralište Biglbauer (iza sveučilišta – ciglana) i službene prostorije. Klub se tada natjecao u najnižoj razini, slično današnjoj 2. ŽNL. 
Klupske boje 1932. bile su zelena i bijela, a klupska adresa Aleksandrova ulica 2.
Trudom i radom nogometaši Slavonca su se 1938. plasirali u osječki podsavez, gdje su se primjerice natjecali ŠK Olimpija Osijek, Hajduk Osijek, ŠK Slaven Borovo, ŠK Cibalia Vinkovci i drugi. To je natjecanje bilo jednako današnjoj 4. HNL.
Poslije 2. svjetskog rata na snagu stupa Zakon o zabrani upotrebe starih društvenih imena, pa je Slavonac prisiljen promijeniti ime. Početkom 1946. na Skupštini kluba odlučeno je da se ŠK Slavonac preimenuje u FD Jedinstvo (Fiskulturno društvo Jedinstvo). Za novog predsjednika je izabran Dušan Luković, za potpredsjednika Đuro Petrović, za tajnika Ljubomir Tesko i za blagajnika Franjo Černohorski.
Početkom 1950-ih godina klub mijenja ime u NK Jedinstvo. U sezoni 1961./62. pobjeđuju u kupu Osječkog podsaveza. U sezonama 1966./67. i 1967./68. se natjecao u Slavonskoj nogometnoj ligi, koja je bila slična današnjoj 3. HNL – Istok. 1970. klub je bio finalist Kupa Slavonije i Baranje, u kojem je poražen rezultatom 3-2 od Dinama Vinkovci.
U sezoni 1977./78. bez izgubljene utakmice u natjecateljskom dijelu klub je ponovno član Slavonske zone. Ti uspjesi potaknuli su izgradnju ŠRC-a kraj uljare (Tvornice ulja Čepin). 1984. nogometaši su napustili staro igralište iza Sveučilišta.
Na Skupštini kluba, održanoj 10. siječnja 1993. (nakon osamostaljenja Hrvatske) donesena je odluka o promjeni imena kluba. Klub je tada iz NK Jedinstvo preimenovan u NK Čepin, koje i danas nosi. Tvornica ulja Čepin je postala glavni sponzor, a općina Čepin je počela više ulagati u klub zbog čega je došlo do poboljšanja uvjeta za rad. Dvije i pol godine poslije klub je zbog velikog uspjeha nogometaša došao do 2. HNL, koa je tada bila razdjeljenja na Istok, Zapad, Sjever i Jug. Dok je klub bio u Drugoj ligi, igralište kraj uljare je bilo redovito popunjeno gledateljima. 
Od sezone 1997./98. pa do sezone 2005./06. klub se natjecao u 3. HNL – Istok, iz koje je ispao te prešao u 4. HNL – Istok, a od sezone 2010./11. natječe se u Međužupanijskoj ligi Osijek – Vinkovci.

## Navijačka skupina
Navijači nogometnog kluba Čepin zovu se Siouxi, a utemeljila ih je 1994. godine skupina mladića iz novog Čepina. Nakon 11 godina Siouxi se ponovo okupljaju sada u mlađem sastavu. 

## Vanjske poveznice
- Službene stranice kluba  Arhivirana inačica izvorne stranice od 12. listopada 2011. (Wayback Machine)